# چه کار خواهی کرد وقتی دنیا در آتش باشد؟
چه کار خواهی کرد وقتی دنیا در آتش باشد؟ (انگلیسی: What You Gonna Do When the World's on Fire?) یک فیلم به کارگردانی رابرت مینروینی است که در سال ۲۰۱۸ منتشر شد.